# پان‌کم

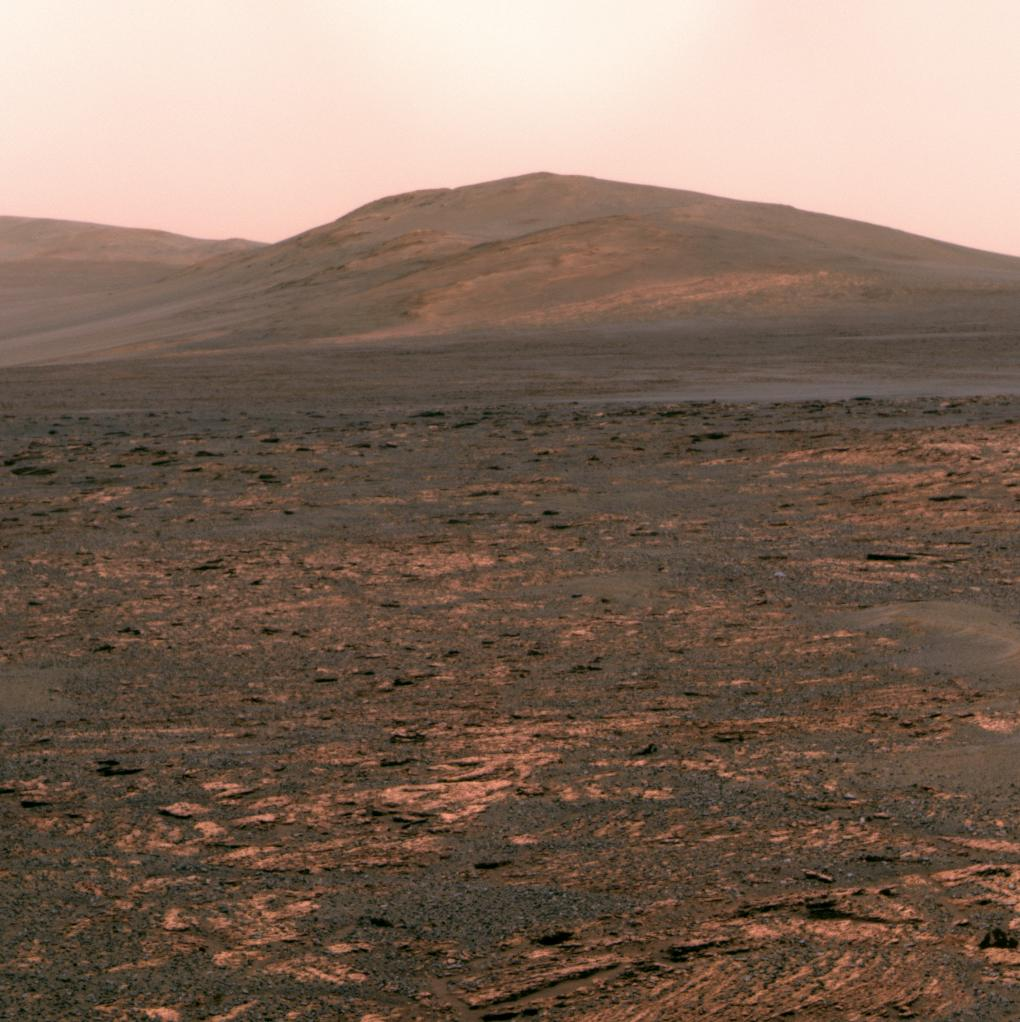
طول موج‌های نوری ۷۵۳، ۵۳۵ و ۴۳۲ نانومتر (تقریباً رنگ واقعی) از «نقطۀ سولندر» که بر فراز خلیج بوتانی دیده می‌شود.

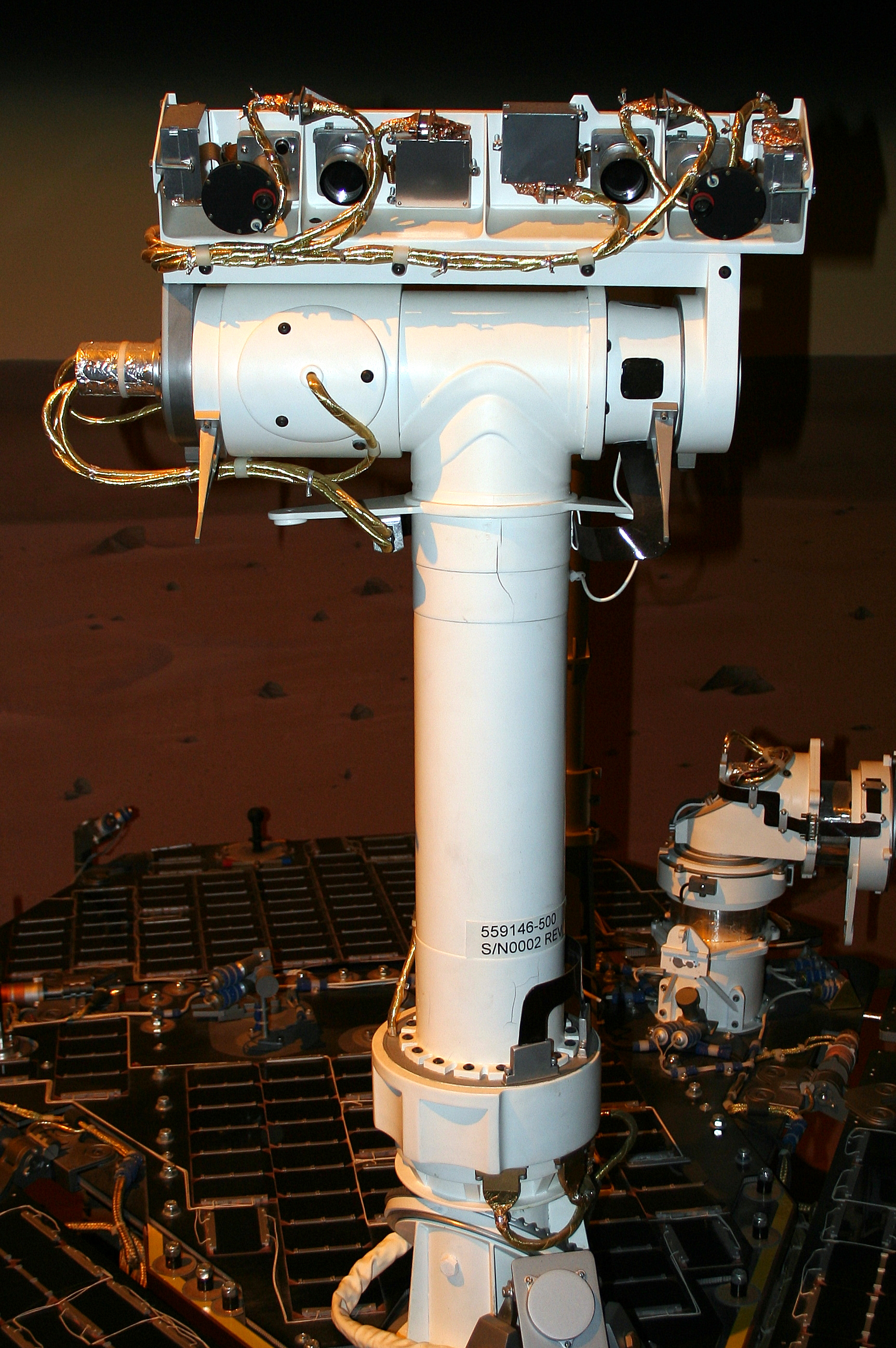
مجموعه دکل پان‌کم

پان‌کم (انگلیسی: Pancam) نام یکی از دو دوربین استریوی الکترونیکی نصب‌شده روی مریخ‌نورد کاوشگرهای روح و فرصت است. این دوربین‌ها دارای چرخ فیلتر هستند که امکان مشاهده طول موج‌های مختلف نور را فراهم می‌کند و دو پان‌کم در کنار دو نوکم روی مجموعه دوربین MER نصب شده‌اند.
به گفته دانشگاه کرنل، این ابزار می‌تواند با مینی-تس (Mini-TES) برای تحلیل محیط اطراف همکاری کند.
براساس مقاله‌ای از JPL دربارهٔ مریخ، سامانه پان‌کم می‌تواند به تفکیک زاویه‌ای ۳۰۰ میکرورادیان برسد که سه برابر بهتر از چشم انسان است. این دوربین می‌تواند ۱۴ باند طیفی را مشاهده کند و با استفاده از دو دوربین جانبی نمای استریوسکوپی از مریخ ایجاد کند که از سراسرنماهای بزرگ مریخ با حجم بیش از ۱۰ گیگابیت داده غیر فشرده پشتیبانی می‌کند. مریخ‌نورد روح (اسپیریت) در زمان فرود در سال ۲۰۰۴ بالاترین وضوح تصویری که تاکنون از سطح سیاره‌ای دیگر گرفته شده بود را ثبت کرد.

## اپتیک
طول کانونی دوربین ۴۳ میلی‌متر با میدان دید (FOV) برابر ۱۶° × ۱۶° است. دو دوربین با فاصله ۳۰ سانتی‌متر از یکدیگر نصب شده‌اند و نسب به یکدیگر به صورت وارونه قرار دارند.

## افزاره بارجفت‌شده
هر دو دوربین از یک آشکارساز افزاره بارجفت‌شده با وضوح ۱۰۲۴ × ۲۰۴۸ پیکسل که توسط Mitel ساخته شده، استفاده می‌کنند. این سی‌سی‌دی از نوع با روشنایی جلویی است و از پوشش‌های ضد بازتاب یا تقویت‌کننده UV استفاده نمی‌کند. نیمی از چیپ برای ذخیره‌سازی و خواندن داده استفاده می‌شود و بنابراین از نور محافظت می‌شود.

## الکترونیک
یک FPGA از نوع Actel RT1280 پردازش‌های لازم برای دوربین را انجام می‌دهد. سیگنال سی‌سی‌دی قبل از پردازش به یک سیگنال دیجیتال ۱۲ بیتی تبدیل می‌شود.

## چرخ فیلتر
دوربین سمت چپ دارای فیلترهایی با طول موج‌های (۷۳۹، ۷۵۳، ۶۷۳، ۶۰۱، ۵۳۵، ۴۸۲، ۴۳۲ و ۴۴۰ نانومتر) است، در حالی که دوربین سمت راست فیلترهایی برای طول موج‌های (۴۳۶، ۷۵۴، ۸۰۳، ۸۶۴، ۹۰۴، ۹۳۴، ۱۰۰۹ و ۸۸۰ نانومتر) دارد. هر چرخ فیلتر با یک موتور پله‌ای برای چرخاندن چرخ کار می‌کند.

## هدف کالیبراسیون

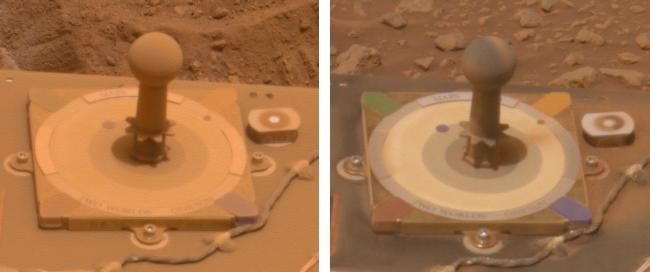
اپراتورهای پان‌کم تلاش کردند تا رنگ طبیعی چشم انسان را در این دو تصویر از MarsDial که با فاصله ۱۰ روز گرفته شده‌اند بازسازی کنند. بادهای پاک‌کننده گرد و غبار مقدار گرد و غبار در تصویر سمت راست را کاهش داده‌اند. تصاویر با نور طول موج ۴۳۰ تا ۷۵۰ نانومتر تهیه شده‌اند.

هدف کالیبراسیون روی مریخ‌نورد نیز بخشی از سیستم دوربین است و شامل چندین ناحیه است. مناطق صیقلی برای بازتاب آسمان مریخ، مناطقی با بازتابندگی شناخته‌شده و در چهار گوشه هدف‌های رنگی ساخته‌شده از سیلیکون. رنگ‌دانه‌های معدنی گوشه‌ها شامل هماتیت، گوتیت، اکسید کروم و کبالت آلومینات بودند. این هدف بخشی از مجموعه ساعت خورشیدی است.